# Tiny Grimes
Lloyd "Tiny" Grimes (7 de julio de 1916 – 4 de marzo de 1989)  fue un guitarrista estadounidense de jazz y R&B. Fue miembro del Art Tatum Trio de 1943 a 1944, fue músico de acompañamiento en sesiones de grabación y luego dirigió sus propias bandas, incluida una sesión de grabación con Charlie Parker. Se destaca por tocar la guitarra tenor eléctrica, un instrumento de cuatro cuerdas.

## Biografía
Nació en Newport News, Virginia, Estados Unidos,  y comenzó su carrera musical tocando la batería y el piano con un solo dedo.  En 1938 se dedicó a la guitarra tenor eléctrica de cuatro cuerdas.  En 1940 se incorporó a Cats and the Fiddle como guitarrista y cantante.  En 1943 se unió al Art Tatum Trio como guitarrista e hizo varias grabaciones con Tatum. 
Tras dejar Tatum, grabó con sus propios grupos en Nueva York y con una larga lista de músicos destacados, entre ellos la vocalista Billie Holiday. Hizo cuatro grabaciones con su propio grupo, aumentado con Charlie Parker: "Tiny's Tempo", "Red Cross", "Romance Without Finance" y "I'll Always Love You Just the Same", las dos últimas con el canto de Grimes.
A finales de la década de 1940, tuvo un éxito con una versión animada de "Loch Lomond", con la banda anunciada como Tiny "Mac" Grimes and the Rocking Highlanders  y apareciendo con faldas escocesas . Este grupo incluía al saxo tenor Red Prysock y al cantante Screamin' Jay Hawkins. Grimes continuó liderando sus propios grupos hasta finales de la década de 1970 y grabó en Prestige Records en una serie de fuertes actuaciones basadas en blues con Coleman Hawkins, Illinois Jacquet, Pepper Adams, Roy Eldridge y otros músicos destacados, incluido, en 1977, Earl Hines. 
Con Paul Williams, coencabezó el primer Moondog Coronation Ball, promovido por Alan Freed en Cleveland, Ohio, el 21 de marzo de 1952, a menudo reivindicado como el primer concierto de rock and roll.  En 1953 pudo haber tocado en el one-hit de los Crows, "Gee", que ha sido llamado el primer disco original de rock and roll de un grupo de R&B. 
Murió en marzo de 1989 en la ciudad de Nueva York a causa de meningitis a la edad de 72 años 

## Discografía
- Blues Groove con Coleman Hawkins (Prestige, 1958)
- Callin' the Blues con J. C. Higginbotham (Prestige, 1958)
- Tiny in Swingville con Jerome Richardson (Prestige, 1959)
- Hawk Eyes con Coleman Hawkins, Charlie Shavers (Prestige, 1959)
- Big Time Guitar con Organ and Rhythm (United Artists, 1962)
- Guitar Soul con Kenny Burrell, Bill Jennings (Status, 1965)
- Tiny Grimes (Black &amp; Blue Records, 1970)
- Profoundly Blue (Muse, 1973)
- Some Groovy Fours (Black & Blue, 1974)
- One Is Never Too Old to Swing con Roy Eldridge (Sonet, 1977)